# Лукьянов, Григорий Иванович
Григорий Иванович Лукьянов (3 февраля 1911 — 1973) — передовик советского сельского хозяйства, заведующий фермой колхоза имени Ворошилова Коломенского района Московской области, Герой Социалистического Труда (1949).

## Биография
Родился 3 февраля 1911 году в селе Зарудня, ныне Коломенского района Московской области в русской семье крестьянина. Завершил обучение в 4-х классах Маливской сельской школы. С первого дня организации колхоза вступил в его члены и стал выполнять различные сельскохозяйственные работы.
Был призван в Красную армию и отправлен на фронт. Участник Великой Отечественной войны. В боях получил ранение и инвалидом 3-й группы был комиссован.
Демобилизовавшись в 1942 году, вернулся работать в родной колхоз. Трудился заведующим фермой колхоза имени Ворошилова. С энтузиазмом выполнян все возложенные на него и коллектив обязанности. Восстанавливал общественное стадо В 1948 году его ферма получила высокий результат надоя молока - от 24 коров по 5091 килограмму молока с содержанием 193 килограмма животного жира в среднем на каждую корову.
За получение высокой продуктивности животноводства 1948 году при выполнении колхозами обязательных поставок сельскохозяйственных продуктов и плана развития животноводства по всем видам скота, Указом Президиума Верховного Совета СССР от 24 июня 1949 года Григорию Ивановичу Лукьянову было присвоено звание Героя Социалистического Труда с вручением ордена Ленина и золотой медали «Серп и Молот».
В дальнейшем продолжал трудовую деятельность. В 1950 году по состоянию здоровья оставил свою должность.
Проживал в селе Зарудня Коломенского района Московской области. Умер в 1973 году. Похоронен на сельском кладбище в Зарудне.

## Награды
За трудовые успехи удостоен:
- золотая звезда «Серп и Молот» (24.06.1949),
- орден Ленина (24.06.1949),
- Медаль "За трудовую доблесть" (25.09.1948),
- Медаль За победу над Германией в Великой Отечественной войне 1941-1945 гг.
- другие медали.